# Wojciech Gerson

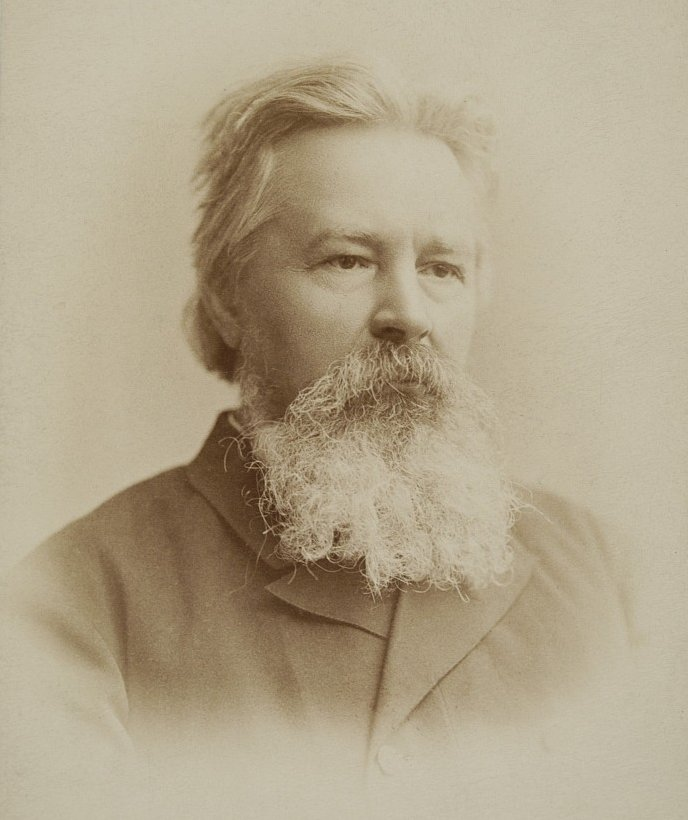
Wojciech Gerson

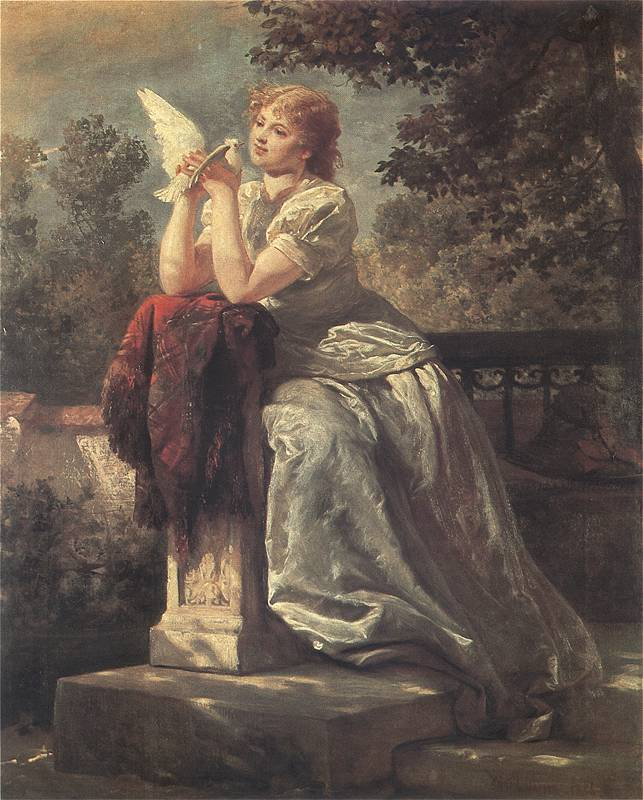
Wojciech Gerson: Dziewczyna z golabkiem (Mädchen mit Taube). Ölgemälde aus dem Jahr 1886, Nationalmuseum Posen

Wojciech Gerson (* 1. Juli 1831 in Warschau; † 25. Februar 1901 ebenda) war ein polnischer Maler und Kunstprofessor.

## Leben
Gerson studierte Kunst an der Warschauer und Sankt Petersburger Kunstakademie und anschließend in Paris bei Léon Cogniet.
Im Jahr 1858 kehrte er zurück nach Warschau und wurde Kunstlehrer. Zu seinen Schülern zählen: Kazimierz Alchimowicz, Anna Bilińska, Ludomir Benedyktowicz, Józef Chełmoński, Wacław Chodkowski, Eligiusz Niewiadomski, Władysław Podkowiński, Jan Stanisławski, Władysław Ślewiński, Józef Pankiewicz, Alfred von Wierusz-Kowalski und Leon Wyczółkowski. 
Gerson malte hauptsächlich Städte- und Gebirgslandschaften sowie Historiengemälde.
Wojciech Gerson wurde 1898–1901 zum Vorsitzenden des Kirchenkollegiums der Evangelisch-Augsburgischen Warschauer Dreifaltigkeitskirche gewählt. Er wurde auf dem Warschauer Evangelisch-Augsburgischen Friedhof bestattet.